# Stenoscepa yemenita
Stenoscepa yemenita är en insektsart som först beskrevs av Boris Petrovich Uvarov 1936.  Stenoscepa yemenita ingår i släktet Stenoscepa och familjen Pyrgomorphidae. Inga underarter finns listade i Catalogue of Life.